# Junkers EF 61
O Junkers EF 61 foi um protótipo alemão de um avião bimotor de bombardeiro de altas altitudes planejado na década de 1930. Apenas dois exemplares foram construídos.

## Design e desenvolvimento
A cabine pressurizada dos Junkers EF 61 foi baseado no do Ju-49. O EF 61 foi um dos poucos projetos de bombardeios alemães de alta altitude. O projeto foi iniciado em setembro de 1935, e o voo inaugural aconteceu em 4 de Março de 1937, mas, em 19 de setembro do mesmo ano a EF 61 V1 foi destruído em um acidente. O segundo protótipo EF 61 V2, que ficou pronto no final de 1937, também caiu em dezembro de 1937, antes mesmo dos testes de alta altitude. Depois disso o projeto foi abandonado.
O projeto do EF 61 acabou por levar ao desenvolvimento do avião de reconhecimento Junkers Ju 86.

## Especificações
Descrições gerais
- Tripulação: 2 {{{tripulação notas}}}
- Largura: 14,34 m (47 ft) {{{largura notas}}}
- Área alar: 65 m² (700 ft²) {{{area-asa notas}}}

Motorização
- Número de motores: 2x
- Tipo do motor: V-12 inverted liquid-cooled direct fuel injection piston engines
- Fabricante/modelo: Daimler-Benz DB 600A
- Potência por motor: 670 hp (500 kW)

Performance
- Velocidade máxima: 350 km/h (217 mph)
- Alcance: 6,000 km (3,73 mi)

Armamentos
- Metralhadoras/canhões: Metralhadora MG15
- Bombas: 4 x 250 kg (551 lb)